# IMS/ARO serii M

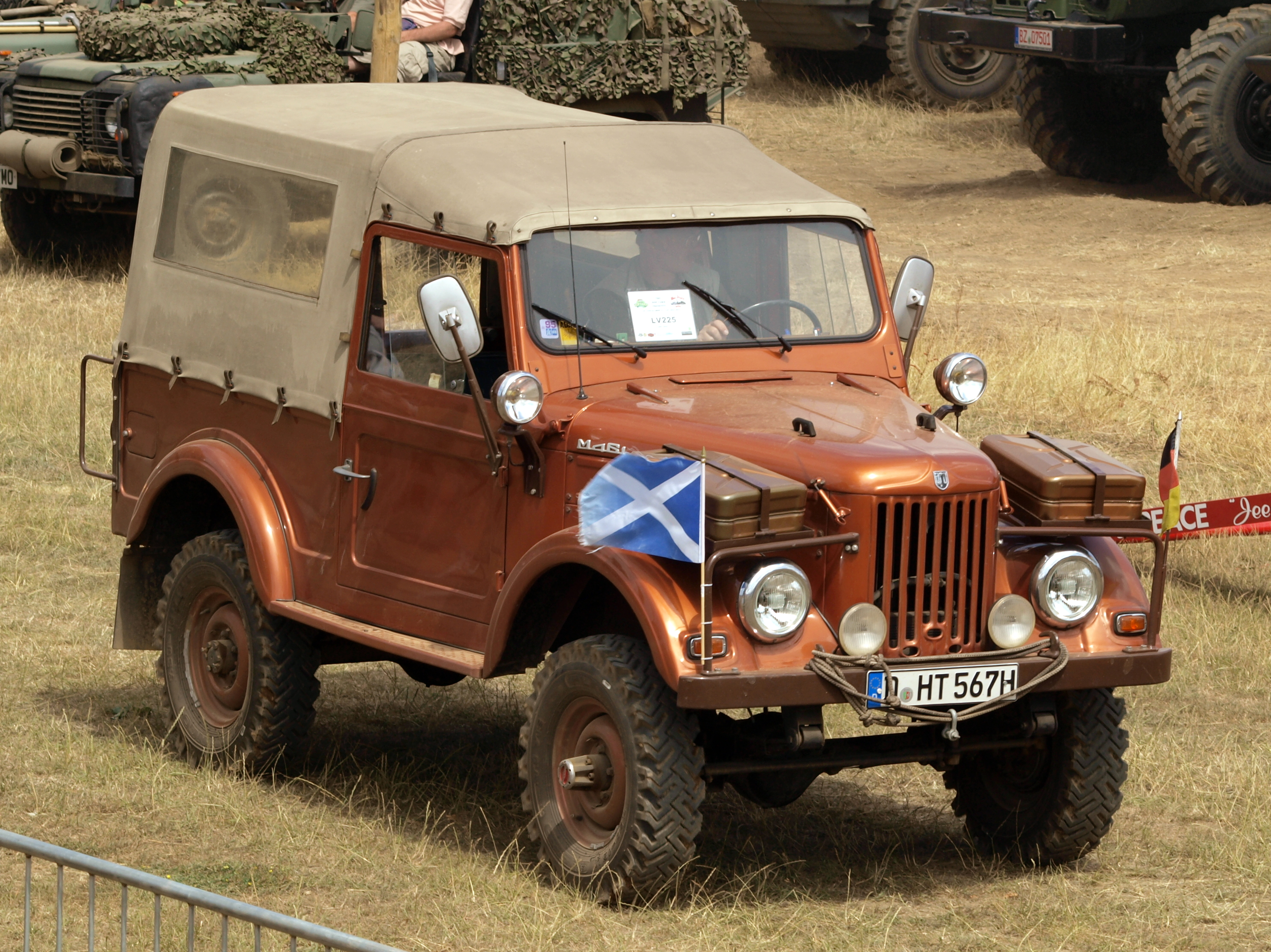
ARO M 461C (widoczne typowe kierunkowskazy wersji eksportowej, koła, opończa i przedni most nieoryginalne)

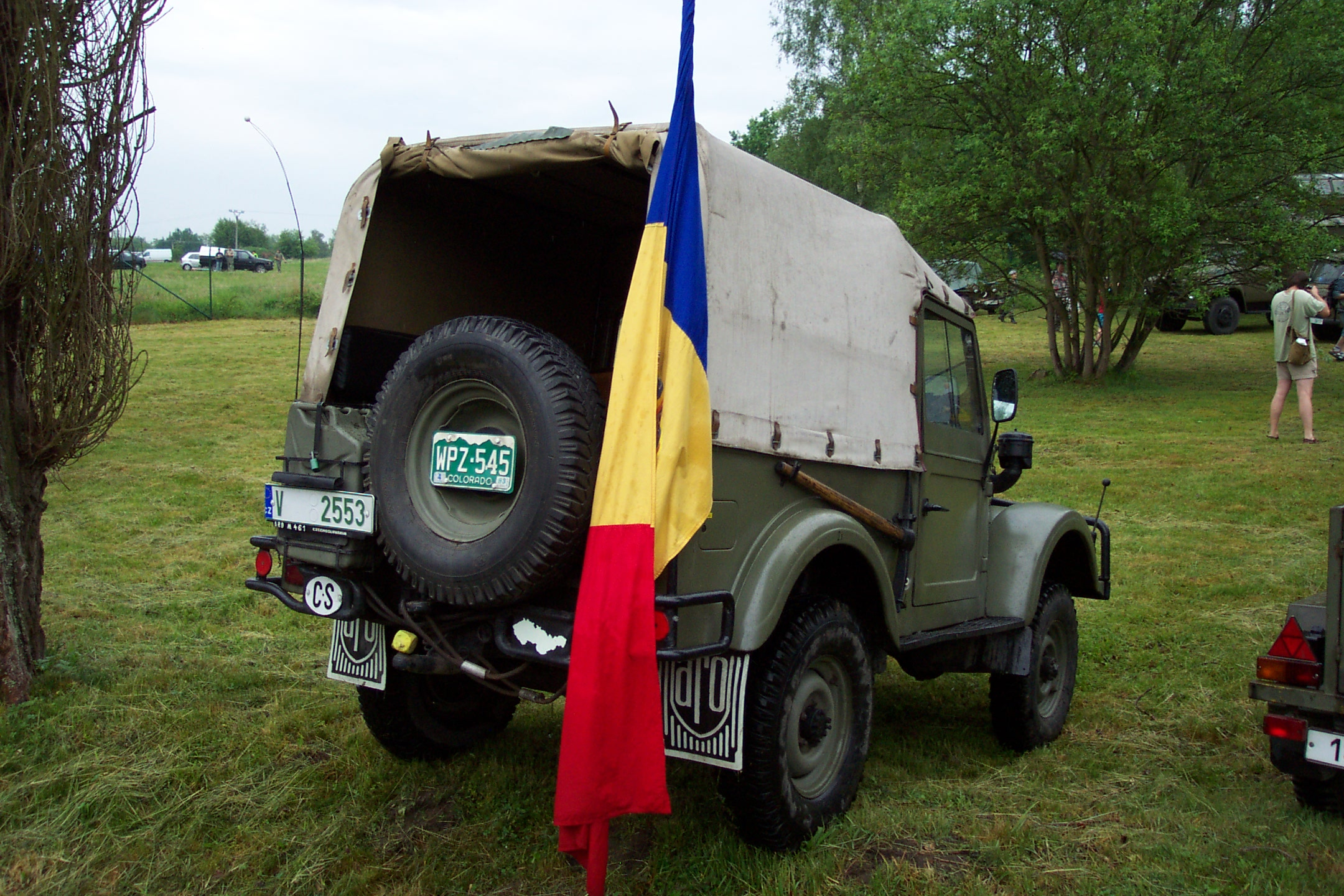
ARO M 461C − tył pojazdu

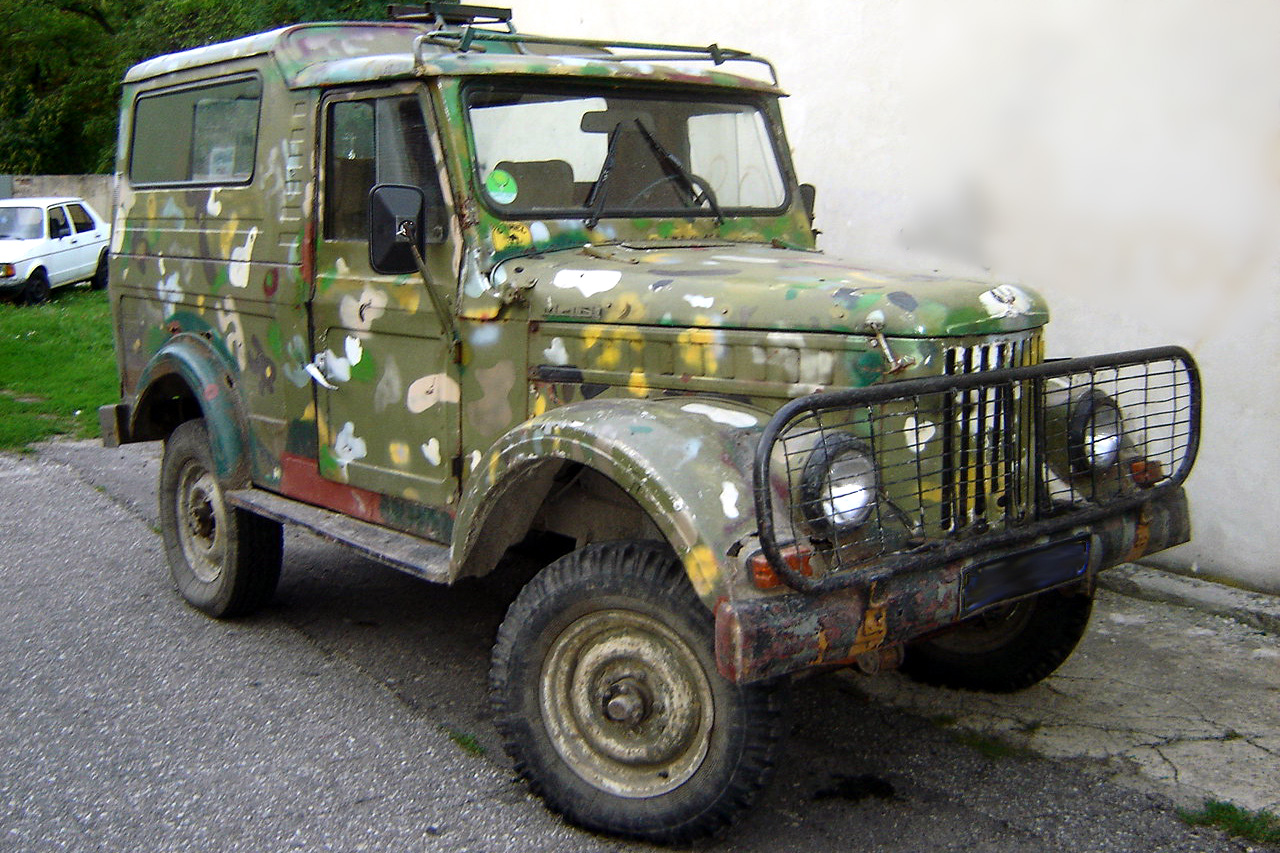
ARO M 461 z niefabrycznym nadwoziem zamkniętym

IMS/ARO serii M – terenowe samochody osobowe produkowane w latach 1959-63 (IMS M-59) i 1964−75 (IMS/ARO M-461 i M-473) przez rumuńską firmę IMS/UMM, wzorowane na radzieckim GAZ-69. Napęd stanowiły silniki benzynowe R4 o pojemnościach 3,3 lub 2,5 litra i mocach od 56 do 80 KM, a w wersjach eksportowych silniki Diesla. Moc przenoszona była na oś tylną, bądź na obie osie poprzez 4-biegową manualną skrzynię biegów. Popularnie znane były także jako Muscel.

## Geneza
Po II wojnie światowej przemysł Rumunii początkowo nie produkował samochodów osobowych, które były głównie importowane z ZSRR. W latach 50. wojsko i służby państwowe eksploatowały dużą liczbę radzieckich samochodów osobowo-terenowych GAZ-69. W państwowych zakładach IMS (Intreprinderea Metalurgica de Stat) w Câmpulung podjęto produkcję części zamiennych do nich, a w dalszej kolejności zdecydowano rozpocząć wytwarzanie tam całych samochodów terenowych wzorowanych na konstrukcji GAZ-69 i opartych na części jego podzespołów. Powstały samochód, oznaczony IMS 57, nie był jednak  kopią GAZ-69; rumuńscy konstruktorzy nie posiadali także jego dokumentacji, ani licencji (do której nie przykładano zresztą wówczas wagi w stosunkach między państwami socjalistycznymi, opartymi na deklaratywnej współpracy).
Główną różnicę w stosunku do GAZ-69 stanowił produkowany w Rumunii starszy rzędowy czterocylindrowy silnik benzynowy MAS. Silnik miał większą pojemność 3260 cm³, lecz nieco niższą moc 50 KM, przy znacząco wyższym zużyciu paliwa 24 l/100 km. Na podwoziu osadzano dwudrzwiowe metalowe nadwozie z brezentową plandeką i zdejmowanymi brezentowymi boczkami z oknami, wizualnie odwzorowujące GAZ-69, lecz wykonane w innej technologii. Produkcja samochodu była małoseryjna i elementy z blachy wyklepywano ręcznie w drewnianych formach. Element odróżniający od GAZ-69 i późniejszych rumuńskich samochodów stanowiło koło zapasowe umieszczone na lewym tylnym błotniku. Widoczną różnicę stanowiły także gęściej rozstawione szczeliny wentylacyjne po bokach maski i dłuższe nadwozie. Pojedyncza wycieraczka szyby obsługiwana była ręcznie. Wyprodukowano łącznie 914 pojazdów.

## M-59
W nowym samochodzie IMS M-59, produkowanym od 1959 roku, ulepszono konstrukcję i dostosowano do masowej produkcji – przede wszystkim do tłoczenia blach nadwozia na prasach, jak w oryginalnym GAZ-69. Litera „M” w oznaczeniu pochodziła od historycznego regionu Muscel, którego stolicą było miasto Câmpulung, a „59” od roku opracowania. W pierwszym modelu M-59A zachowano stary silnik MAS o pojemności 3260 cm³, lecz jego moc wzrosła z 50 do 56 KM dzięki zmianie gaźnika i kolektora wylotowego. Taka sama pozostała skrzynia biegów i tylny most, natomiast zmieniono przedni most, którego przekładnia przesunięta była w lewą stronę w stosunku do osi podłużnej, zamiast na prawą, jak w IMS-57 i GAZ-69, co wiązało się z zamiarem wprowadzenia nowego większego silnika. Inne było także zawieszenie przednie. Nadwozie z tłoczonych blach stało się bardziej podobne do GAZ-69, niż w poprzednim modelu, lecz większość elementów nie była z nim zamienna. Jedną z różnic stanowił rząd otworów chłodzących po bokach maski: w M-59 było ich 9, równomiernie rozmieszczonych od samego przodu, a GAZ-69 miał 9 lub 8, zaczynających się w pewnej odległości od przodu. Różnicę w stosunku do GAZ-69 stanowiły także okrągłe tylne światła zespolone od ciężarówki Carpati i dodatkowe okienka w bocznych brezentowych ściankach tylnej części. Koło zapasowe umieszczono jednak typowo dla GAZ-69, na ścianie bocznej za krótszymi lewymi drzwiami o kształcie trapezowym (prawe drzwi w GAZ-69, M-59 i M-461 były dłuższe, prostokątne). Nowy model posiadał już wycieraczki dzielonej szyby o napędzie elektrycznym, mocowane u góry.
Dalszy etap rozwoju stanowił model M-59B, w którym wprowadzono nowy 4-cylindrowy rzędowy silnik benzynowy M207 o mocy 70 KM, produkowany w Braszowie. Silnik ten powstał przez modyfikację (podzielenie na pół) produkowanego w Rumunii 8-cylindrowego silnika ciężarówki Carpati (5024 cm³), który pochodził od silnika Ford V8. Stąd, nowy silnik nazywany był „połówką Karpat”. Wizualną różnicą były trzy owalne otwory dla korby rozruchowej w dolnej części atrapy chłodnicy zamiast jednego (dla korby był przeznaczony jeden z bocznych, z uwagi na lekkie przesunięcie silnika w bok). Roczna produkcja IMS M59 wzrosła z 803 sztuk w 1959 roku, do 3222 sztuk w roku 1963.

## M-461
Samochód M-461 stanowił dalsze ulepszenie samochodu terenowego M-59B. Oznaczenie „M” pochodziło od regionu Muscel, „4” oznaczało czwarty typ samochodu terenowego skonstruowany w IMS, a „61” – rok powstania prototypu. W stosunku do M-59B wprowadzono ponad 80 zmian konstrukcyjnych, aczkolwiek nie o zasadniczym znaczeniu. Zachowano m.in. silnik benzynowy M207 o pojemności 2512 cm³ i mocy 70 KM. Produkcję seryjną samochodu rozpoczęto w 1964 roku.
Dwudrzwiowe odkryte nadwozie, z dwoma ławkami wzdłuż burt w tylnej części, wizualnie identyczne z GAZ-69, nie podlegało zasadniczym zmianom. Najbardziej widoczną zmianą w stosunku do M59 i GAZ-69 było wprowadzenie pojedynczej szyby przedniej zamiast dzielonej, oraz sztywnych ramek okien w bocznych drzwiach, z przesuwanymi częściami szyb, zamiast brezentowych zakładanych boczków z szybami. Na bokach maski był metalowy stylizowany napis: „M461”. Szyba przednia nadal była składana na maskę, a tylna część nadwozia była nakrywana brezentowym dachem ze ściankami bocznymi (posiadającymi dodatkowe okienka boczne w porównaniu z GAZ-69) i tylną. Wewnątrz akumulator i bak paliwa o pojemności 70 l przeniesiono z lewej na prawą stronę, w związku z czym wystająca rura wlewu paliwa została przeniesiona z lewej na prawą ścianę nadwozia, za tylnymi kołami. Wprowadzono ponadto w pełni synchronizowaną skrzynię biegów, nowy mechanizm kierowniczy i ulepszono zawieszenie (nadal zależne, na resorach piórowych). Różnicę w stosunku do GAZa stanowiły także, podobnie jak w M59B, kołpaki na kołach i trzy otwory na korbę rozruchową pod atrapą chłodnicy. 
W 1969 roku wersję podstawową zamienił nowy model, oznaczony ARO M-461C, co wiązało się z wprowadzeniem nowej marki ARO. Samochód dostosowano do nowych europejskich norm i ulepszono jego wyposażenie i wykończenie. Przede wszystkim przednie kierunkowskazy na błotnikach zamontowano na pionowych podstawkach, aczkolwiek same kierunkowskazy montowano różne w zależności od rynku (nadal małe pomarańczowe okrągłe dla Rumunii, prostokątne pomarańczowe produkcji NRD – od Trabanta, dla większości rynków zagranicznych, białe od Fiata dla Włoch). Wprowadzono też większe lampy zespolone z tyłu. Wlew paliwa z prawej strony schowano pod zamykaną klapką. Rozrusznik uruchamiany był kluczykiem, a nie dźwignią. Zastosowano nowe wycieraczki produkcji NRD (mocowane u dołu). Zlikwidowano boczne okienka w brezentowych ścianach, lecz powiększono okno w tylnej ściance. Część samochodów w wersji eksportowej posiadało po dwa większe boczne okienka i tylne okno z polietylenu, lub sztywny blaszany dach i ściany boczne z okienkami. Koło zapasowe w części odmian mocowano na wewnętrznej stronie odchylanej w dół tylnej klapy.
W wersjach eksportowych stosowano także importowane silniki Diesla Perkins 4.154V o pojemności 2523 cm³ i mocy 71 KM (oznaczony jako M461 CDP) i Indenor-Peugeot XDP 4.90  o pojemności 2112 cm³ i mocy 65 KM (oznaczony jako M461 CDI).

## M-473
Mimo rozpoczęcia produkcji nowych samochodów serii ARO 24, produkcja M-461 była kontynuowana. W 1973 roku rozpoczęto równolegle produkcję wersji ARO M-473 ze zmodernizowanym silnikiem L-25 od ARO 24, głównie na eksport. W silniku tym zmniejszono minimalnie pojemność skokową, do 2495 cm³ (co było korzystne ze względów podatkowych w niektórych krajach), lecz na skutek zwiększenia stopnia sprężania moc wzrosła do 80 lub według innych źródeł 83 KM. Produkcję samochodów M-461 i M-473 zakończono w 1975 roku, co było końcem produkcji samochodów opartych na GAZ-69. 
Na podzespołach IMS/ARO oparte były samochody dostawcze TV-4/5.

## Sprzedaż i eksploatacja

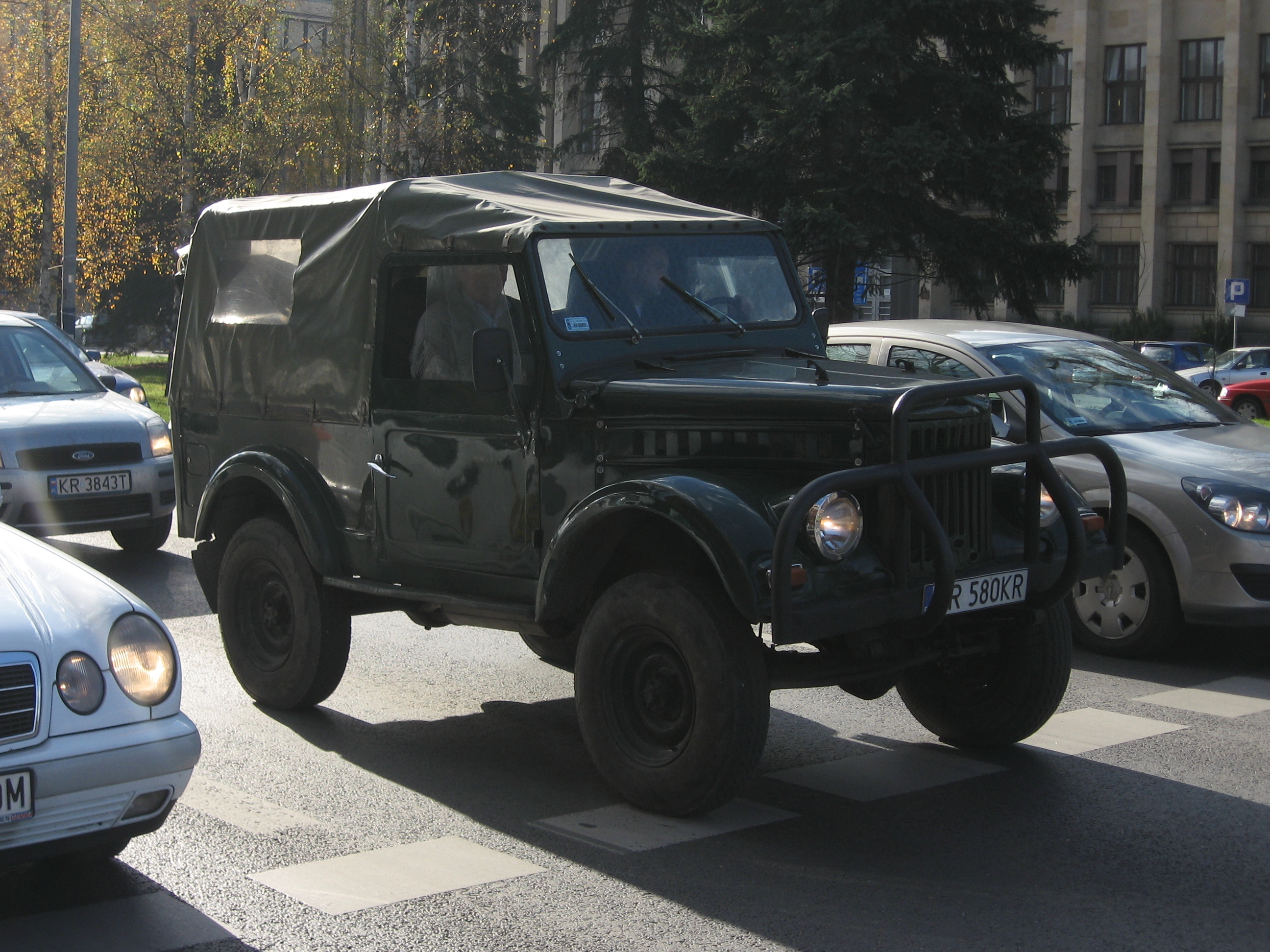
ARO M 461C w Polsce

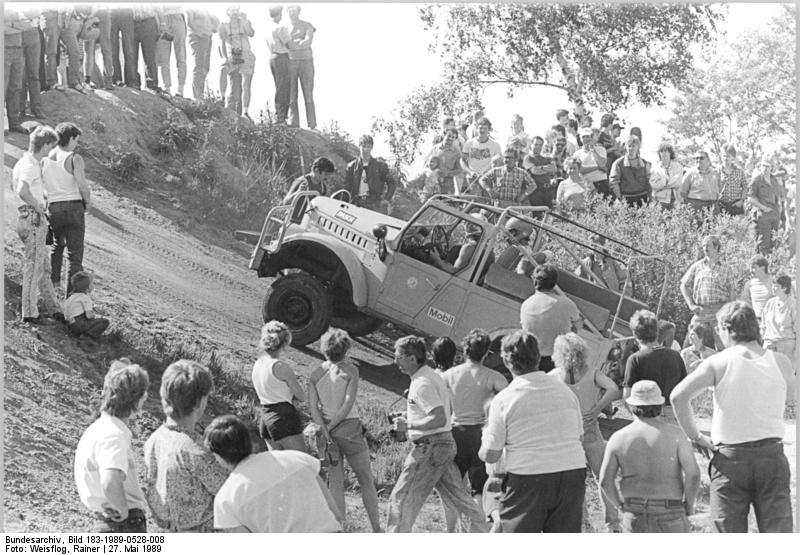
M 461 podczas rajdu terenowego w NRD, 1989 rok

W Rumunii i ówczesnych krajach socjalistycznych, które były głównymi użytkownikami samochodów M59 i M461, były one używane głównie przez wojsko i rozmaite służby państwowe i gospodarki narodowej, jak straż pożarna, leśnictwo i inne. Samochody terenowe na ogół nie były tam natomiast sprzedawane dla użytkowników prywatnych. Istniały m.in. wersje pożarnicze z autopompą zamontowaną na zewnątrz, przed chłodnicą silnika.
Samochód IMS M59B trafił m.in. na wyposażenie armii rumuńskiej, która zaprzestała w związku z tym zakupów GAZ-69. Kolejny model M461 stał się już standardowym samochodem terenowym armii rumuńskiej – wersja wojskowa odróżniała się większym zbiornikiem paliwa 90 l, silniejszą prądnicą dla ewentualnej radiostacji, ekranowaną instalacją elektryczną, wodoodpornym rozrusznikiem i maskującymi nakładkami na reflektory.
W 1965 roku rozpoczęto eksport samochodów – do Chin i Kolumbii, eksportując ich w tym roku 502. Chiny i Kolumbia zakupiły 2000 pojazdów M 461. Następnie eksportowano je do tzw. krajów demokracji ludowej, jak Czechosłowacja, NRD, Polska, Bułgaria, Albania, oraz do innych krajów, jak Egipt, Grecja, Syria, Chile, Kongo, Zair. Z tego, Czechosłowacja, NRD, Grecja, Syria i Egipt używały je w swoich armiach (w Egipcie złożono na miejscu 2000 samochodów z kompletów montażowych). Sprzedawano je także na rynki cywilne państw zachodnich, jak RFN, Wielka Brytania, Belgia, Włochy, Kanada, Portugalia, Finlandia, Stany Zjednoczone.
Samochody M461 odniosły spory sukces eksportowy – na rynkach cywilnych większy, niż oryginalne GAZ-69, dzięki lepszemu dostosowaniu do potrzeb użytkowników cywilnych i większej elastyczności producenta, który oferował także zamknięte zabudowy i opcjonalne importowane silniki Diesla. W 1972 roku M461 został pozytywnie oceniony w testach porównawczych samochodów terenowych organizowanych przez zachodnioniemiecki magazyn „Hobby”, wygrywając stosunkiem ceny do własności użytkowych. Cena na rynku RFN wynosiła 10.500 marek, w porównaniu np. do 19.000 za Land Rovera 88. Łącznie eksportowano te samochody do 55 krajów, przy czym w samym 1973 roku eksport wyniósł ok. 10 tys. sztuk.
Do 1975 roku wyprodukowano 80 223 pojazdy, z czego 46 549 sprzedano na eksport, większość pozostałych zaś trafiła do rumuńskiej armii (inne liczby: wyprodukowano 80 233, eksportowano 46 548).

## Dane techniczne
Źródło:
- Długość: 3854 mm
- Szerokość: 1770 mm (bez koła zapasowego)
- Wysokość: 2050 mm
- Rozstaw osi: 2335 mm
- Rozstaw kół: 1445/1500 mm (z przodu/tyłu)
- Masa własna: 1550 kg
- Masa całkowita: 2200 kg
- Ładowność: 900 kg[10]

- Silnik:
  - M-207 (lub M-207A) - gaźnikowy, 4-suwowy, 4-cylindrowy rzędowy, górnozaworowy, chłodzony cieczą, umieszczony z przodu
  - Pojemność skokowa: 2512 cm³
  - Średnica cylindra × skok tłoka: 97 × 85 mm
  - Moc maksymalna: 70 KM przy 3800 obr./min (77 KM przy 4000 obr./min)
  - Stopień sprężania: 6,7:1 (7,2:1)
  - Maksymalny moment obrotowy: 16 kgf przy 2700 obr./min (brak danych)
- Skrzynia przekładniowa: mechaniczna 4-biegowa, z synchronizacją III i IV biegu[13] (według innych danych wszystkich biegów[8])
  - Przełożenia: I - 4,788, II - 2,68, III - 1,653, IV - 1, wsteczny - 5,852
- Przekładnia rozdziału mocy: jednostopniowa, przełożenie 5,15, bez międzyosiowego mechanizmu różnicowego
- Sprzęgło: jednotarczowe, suche
- Zawieszenie przednie i tylne: zależne, półeliptyczne resory wzdłużne, amortyzatory teleskopowe

- Hamulce przednie i tylne: bębnowe, hydrauliczne
- Hamulec ręczny: mechaniczny na koła tylne
- Ogumienie o wymiarach 6,5-16"

- Prędkość maksymalna: 100 km/h (110 km/h według prospektu[10])
- Średnie zużycie paliwa: 14,5 l/100 km przy 90 km/h